# Pizzo Cramalina
Pizzo Cramalina är en bergstopp i Schweiz.   Den ligger i distriktet Locarno och kantonen Ticino, i den sydöstra delen av landet, 120 km sydost om huvudstaden Bern. Toppen på Pizzo Cramalina är 2 322 meter över havet, eller 315 meter över den omgivande terrängen. Bredden vid basen är 3,4 km.
Terrängen runt Pizzo Cramalina är huvudsakligen bergig. Närmaste större samhälle är Losone, 14,2 km sydost om Pizzo Cramalina. 
I omgivningarna runt Pizzo Cramalina växer i huvudsak blandskog. Runt Pizzo Cramalina är det glesbefolkat, med 13 invånare per kvadratkilometer.